# Păclișa, Hunedoara
Păclișa este un sat în comuna Totești din județul Hunedoara, Transilvania, România.

## Monumente istorice
- Castelul Pogány

## Imagine

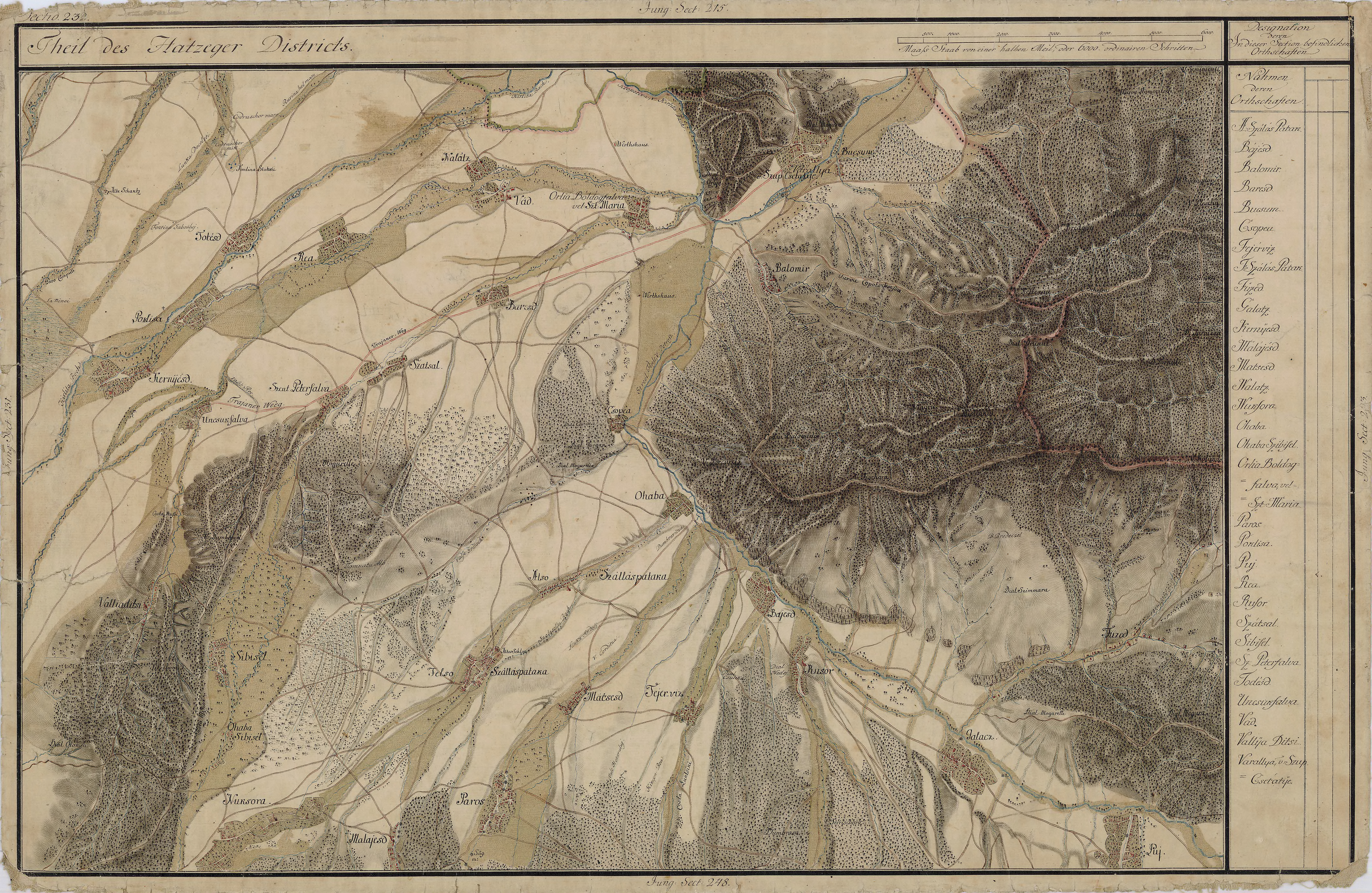
Păclișa în Harta Iosefină a Transilvaniei, 1769-1773